# قاعده تسبیب
تسبیب، اصطلاحی در فقه و حقوق می‌باشد. تسبیب در مقابل مباشرت (انجام دادن بی واسطه کاری) اصطلاحی در فقه و از مصادیق اتلاف است. در تسبیب بر خلاف مباشرت، اتلاف با واسطه و به طور غیر مستقیم و با فراهم کردن مقدّمات آن صورت می‌گیرد ـ مانند کندن چاه در راه، افروختن آتش و سرایت دادن آن به ملک همسایه، شهادت دادن دروغین علیه کسی و بازکردن قفس حیوانات ـ که موجب تلف شدن مال یا جان کسی یا وارد آمدن خسارت بر آن گردد.

## تعریف تسبیب
تسبیب در لغت به معنای ریسمان و آنچه موجب پیوستگی چیزی به چیز دیگر می‌شود، آمده است  و در اصطلاح اتلاف مال یا ایراد جنایت بر دیگری به طور غیر مستقیم و با زمینه سازی و فراهم کردن مقدّمات را تسبیب می گویند. 
در مورد «سبب» گفته شده، هر چیز که از وجودش وجود دیگری لازم نیاید، ولی از عدمش عدم دیگری لازم بیاید، «سبب» است، در مقابل «علت»؛ بدین نحو که هرگاه رابطه بین دو چیز به گونه‌ای باشد که از وجود یکی وجود دیگری و از عدم یکی عدم دیگری لازم بیاید، آن «یکی» را علت تامه دیگری می‌گویند. پس علت تامه و سبب با وجود مشابهت، دو چیز متفاوتند. (تعریف بعضی فقها از سبب در باب غصب با آنچه در باب دیات آمده متفاوت است.)
اصطلاح تسبیب در منابع فقهی و حقوقی در برابر مباشرت (به معنای انجام دادن بی‌واسطة یک کار) به کار می‌رود که هر دو از اقسام اِتلاف و از اسباب مهم ضَمان‌اند، البته در مواردی نیز در برابر اتلاف به کار رفته که مراد از آن اتلاف به معنای عام نیست بلکه اتلاف با مباشرت است 

## مستندات قاعده
صاحب جواهر در مورد ضمان ناشی از تسبیب می‌گوید: «در این خصوص بین فقها اختلافی نیست و علاوه بر آن، اخبار متعددی بر وجود چنین قاعده‌ای دلالت دارد» 